# 경찰수사연수원
경찰수사연수원(警察搜査硏修院, Korean Police Investigation Academy)은 수사업무에 종사하는 경찰공무원에 대한 전문연수에 관한 사항을 관장하는 대한민국 경찰청의 소속기관이다. 2007년 3월 30일 발족하였으며, 충청남도 아산시 무궁화로 112에 위치하고 있다. 원장은 경무관으로 보한다.

## 연혁
- 1984년 1월 21일: 경찰대학 소속으로 수사간부연수소 설치.[2]
- 1986년 10월 27일: 경찰대학 소속으로 대공간부연수소 설치.[3]
- 1992년 10월 17일: 수사간부연수소·대공간부연수소를 경찰수사연수소·보안간부연수소로 개편.[4]
- 1996년 6월 29일: 보안간부연수소를 보안경찰연수소로 개편.[5]
- 1999년 5월 24일: 경찰수사연수소·보안경찰연수소를 경찰수사보안연수소로 통합.[6]
- 2007년 3월 30일: 경찰청 직속 기관으로 변경.[7]

## 조직

### 원장
- 운영지원과[8]
- 교무과[9]

## 같이 보기
- 대한민국 경찰청
- 경찰인재개발원
- 경찰대학
- 해양경찰학교